# Pałac w Legnicy
Pałac w Legnicy – wybudowany w latach 1726-28 w Legnicy, mieście w południowo-zachodniej Polsce, w woj. dolnośląskim, na równinie legnickiej, nad rzekami: Kaczawą (lewy dopływ Odry) i  Czarną Wodą, jej dopływem.
Pałac  opatów lubiąskich budowany jednocześnie z Akademią Rycerską, obecnie mieści się w nim Muzeum Miedzi w Legnicy.